# John Cornwell (spisovatel)
John Cornwell (* 1940) je anglický novinář a spisovatel literatury faktu, známý zejména pro své knihy o papežích. Je bývalým seminaristou a jeho knihy jsou často značně kritické k církevní hierarchii.
Jeho nejznámější knihy jsou knihy o papežích: A Thief in the Night („vyšetřování“ náhlé smrti Jana Pavla I.), Hitlerův papež (velmi kriticky hodnotí jednání Pia XII. za holokaustu) a The Pontiff in Winter (kritické hodnocení pontifikátu Jana Pavla II.)

## Hitlerův papež
Jeho zdaleka nejúspěšnějším dílem je právě kniha Hitlerův papež, v níž obviňuje papeže Pia XII. z latentního antisemitismu, a prohlašuje, že jeho „neschopnost zareagovat na hrůzy holokaustu byla více než jen osobní selhání, byla selháním samotného papežského úřadu a kultury tradičního katolicismu“ (orig.: Pacelli's failure to respond to the enormity of the Holocaust was more than a personal failure, it was a failure of the papal office itself and the prevailing culture of Catholicism).
Cornwellova kniha se setkala se smíšenou odezvou. Na jedné straně se stala symbolem kritiky Pia XII., byla poměrmě příznivě přijata veřejností a dočkala se překladu do mnoha jazyků (česky vyšel k květnu 2008), na druhé straně ji však řada historiků podrobila zdrcující kritice.
Cornwell byl jimi označen za nováčka, resp. amatéra v oboru historie a kanonického práva, bylo mu vyčítáno opomíjení zásadních zdrojů, velice selektivní zacházení s těmi používanými, poměrně četná hrubá přehlédnutí a v několika případech dokonce i manipulace s fakty a nepravdivé citace. Například profesor Ronald J. Rychlak, který ověřoval údaje z Cornwellovy knihy, zjistil, že dopis z roku 1919, kterým Cornwell dokládá Pacelliův údajný latentní antisemitismus, sice existuje, ale nepsal jej Pacelli, ale jeho asistent. Také poukázal na manipulace, kterých se Cornwell dopustil s fotografií na titulní straně anglického vydání knihy, aby vsugeroval čtenáři pocit, že se Pius XII. krátce před svojí volbou papežem setkal s Hitlerem (což není pravda).
Jsou zde i další rozpory: Cornwell například tvrdí, že dostal zvláštní povolení projít dosud uzavřené archivy a že mu vatikánské úřady poskytly všechny podklady, o které požádal. Svatý stolec ovšem popřel, že by Cornwell dostal při studiu v archivech nějaké nadstandardní oprávnění.
Židovský historik David G. Dalin zareagoval na Cornwelovu knihu vlastní knihou The Myth of Hitler's Pope (Mýtus Hitlerova papeže), v níž dokládá papežovo nezměrné úsilí zachránit Židy před holokaustem, plně se staví za jeho „mlčení“, které považuje za zcela správné, neboť umožnilo zachránit statisíce židovských životů, a obviňuje Cornwella, že jako liberální katolík zneužívá holokaust k očernění osoby papeže, který je symbolem konzervativní katolické tradice, aby tímto způsobem napadl celé konzervativní pojetí náboženství.
Cornwel sám od své rozhodné kritiky později ustoupil a prohlásil, že ve světle nových faktů a debat následujících po vydání knihy musí říci, že „Piovy možnosti byly tak omezené, že je nemožné soudit motivy pro jeho mlčení“

## Dílo
- Coleridge, poet and revolutionary (1772–1804). A critical biography (1974)
- A Thief in the Night
- Hitlerův papež (1999)
- The Pontiff in Winter (2002)